# (1708) Pólit
(1708) Pólit – planetoida z pasa głównego asteroid okrążająca Słońce w ciągu 5 lat i 4 dni w średniej odległości 2,93 au. Została odkryta 30 listopada 1929 roku w obserwatorium w Observatorio Fabra w Barcelonie przez Josepa Solę. Nazwa planetoidy pochodzi od Isidre Pólita (1880-1958), hiszpańskiego astronoma, drugiego dyrektora Observatorio Fabra. Przed nadaniem nazwy planetoida nosiła oznaczenie tymczasowe (1708) 1929 XA.